# Drávasztára
Drávasztára is een plaats (község) en gemeente in het Hongaarse comitaat Baranya. Drávasztára telt 442 inwoners (2001).